# Rocco Schiavone (serie televisiva)
Rocco Schiavone è una serie televisiva italiana prodotta dal 2016 e trasmessa da Rai 2.
Interpretata da Marco Giallini, la serie è tratta dalle opere letterarie di Antonio Manzini incentrate sul personaggio immaginario di Rocco Schiavone, un poliziotto borderline dal carattere burbero e irascibile, fin troppo insofferente alle regole.

## Trama
Rocco Schiavone, un vicequestore della Polizia vedovo da molti anni, è stato trasferito per motivi disciplinari da Roma, sua città d'origine, ad Aosta. Ritrovatosi catapultato in una realtà che mal sopporta, completamente diversa da quella in cui è sempre vissuto, Schiavone porta comunque avanti il suo lavoro investigando sui crimini che scombussolano l'apparentemente tranquillo capoluogo valdostano, ricorrendo sovente a metodi al limite della legalità.
Presenza costante nella sua vita è il ricordo della mai dimenticata moglie Marina, che sotto forma di allucinazione ne riempie la quotidianità.

## Episodi
| Stagione         | Episodi | Prima TV |
| ---------------- | ------- | -------- |
| Prima stagione   | 6       | 2016     |
| Seconda stagione | 4       | 2018     |
| Terza stagione   | 4       | 2019     |
| Quarta stagione  | 2       | 2021     |
| Quinta stagione  | 4       | 2023     |
| Sesta stagione   | 4       | 2025     |

## Personaggi e interpreti
- Rocco Schiavone (stagione 1-in corso), interpretato da Marco Giallini.
È il nuovo vicequestore di Aosta, dov'è stato trasferito dalla natìa Roma per motivi disciplinari. Ha un rapporto di amore/odio con il suo lavoro, che ha scelto per necessità più che per vocazione vera e propria, ma nel quale ha comunque molto talento. Poliziotto dai modi arroganti, se non sprezzanti, tanto con i colleghi quanto con i criminali, facile alla collera per i più futili motivi, nonché abituale fumatore di spinelli, il verace trasteverino Schiavone si rifiuta ostinatamente di adattarsi alla nuova, fredda e all'apparenza piatta realtà valdostana, fin troppo ligia a quelle regole che al contrario lui sovente si ritrova a infrangere; spesso abituato a farsi giustizia da sé, nasconde il segreto della morte del criminale Luigi Baiocchi, assassino di sua moglie, scatenando così la sete di vendetta del fratello di questi, Enzo, il quale, finito in carcere, accusa Schiavone di aver ucciso il fratello e di aver nascosto il cadavere a Fiumicino; Rocco è così costretto a mettersi in fuga per evitare l'arresto. Sul versante privato, nonostante la recente relazione intrapresa con Nora e la reciproca simpatia con la collega Caterina, dopo tanti anni Schiavone non riesce ancora a dimenticare l'amata moglie Marina; il suo ricordo rimane una presenza costante, sotto forma di allucinazione, nella quotidianità del poliziotto. Al suo fianco è sempre presente la cagnolina Lupa, da lui tovata abbandonata durante un'indagine.
- Italo Pierron (stagione 1-in corso), interpretato da Ernesto D'Argenio (st. 1-5) e Paolo Bernardini (st. 6).
Valdostano, l'agente è il fidato collaboratore di Schiavone ed è uno dei pochi a stargli simpatico all'interno della questura, anche perché pure il ragazzo è diventato poliziotto non per libera scelta. Dopo la storia finita male con la collega Caterina Rispoli, si rifugia nel poker finendo malmenato dagli scagnozzi di tale Kevin (Luigi Di Fiore) per i suoi debiti di gioco; sarà Schiavone a tirarlo fuori da questa situazione con l'aiuto di Brizio. Tuttavia Italo ricadrà nella tentazione finendo per essere arrestato durante una retata.
- Caterina Rispoli (stagione 1-in corso), interpretata da Claudia Vismara.
Unica donna della squadra di Schiavone, da bambina ha subìto molestie da parte del padre. Desta l'interesse sia del collega Pierron sia dello stesso Schiavone, intrattenendo con entrambi delle altalenanti relazioni, anche se chiuderà la storia con Pierron piuttosto presto. Nell'episodio Prima che il gallo canti si scopre che era lei la "spia" mandata dalle alte sfere della Polizia romana con lo scopo di pedinare Schiavone, poiché il dirigente superiore Mastrodomenico, che da tempo indaga sul vicequestore, è lo stesso poliziotto che anni prima la salvò dalle molestie.
- Michele Deruta e Domenico D'Intino (stagione 1-in corso), interpretati da Massimiliano Caprara e Christian Ginepro.
Due buffi e divertenti agenti, uno sardo e l'altro abruzzese, soprannominati Stanlio e Ollio da Schiavone per la loro inclinazione a combinare spesso guai; Rocco definisce il duo come "il mezzo che Dio usa per punirlo". Nella quinta stagione si scopre che Michele è gay, ma non dichiarato, infatti preferisce tenere segreta la sua storia d'amore con il panettiere Federico per paura di subire discriminazioni, cosa che porterà la coppia a dividersi per un breve periodo. Tuttavia, grazie all'aiuto di Domenico e dello stesso Rocco, Michele riuscirà a vincere le sue paure e a fare coming out, riconciliandosi con Federico.
- Ugo Casella (stagione 1-in corso), interpretato da Gino Nardella.
È un agente prossimo alla pensione che affianca Schiavone nella gestione della squadra.
- Antonio Scipioni (stagione 1-in corso), interpretato da Fabio La Fata (st. 1) e Alberto Lo Porto (st. 2-in corso).
È un brillante viceispettore d'origine siciliana, diligente e preciso nel suo lavoro.
- Sebastiano Cecchetti (stagione 1-in corso), interpretato da Francesco Acquaroli.
È un amico d'infanzia di Schiavone, che insieme ai compari Fabrizio "Brizio" Marchetti (Tullio Sorrentino) e Furio Lattanzi (Mirko Frezza) vive al di là della legge. Spesso si fa chiamare con il cognome della madre, Carucci. Ha un rapporto altalenante con la sua fidanzata, almeno fino a quando non la perderà per sempre. Da quel momento medita vendetta per l'amata Adele Talamonti (Anna Ferzetti), uccisa dal criminale Enzo Baiocchi, ma finirà per farsi arrestare incolpando l'amico Schiavone, che a parer suo, avrebbe fatto la soffiata. Schiavone si rivolge ai suoi vecchi amici in situazioni investigative in cui è necessario intimidire testimoni reticenti ma anche per risolvere questioni personali.
- Alberto Fumagalli (stagione 1-in corso), interpretato da Massimo Reale.
È il medico legale, d'origine fiorentina, che collabora con Schiavone. A tratti inquietante e sarcastico, sa essere un ottimo collaboratore e amico. Scommette spesso con Rocco su quanto resisterà Italo davanti ai cadaveri nell'obitorio.
- Maurizio Baldi (stagione 1-in corso), interpretato da Filippo Dini.
È il procuratore di Aosta, abbastanza scontroso e impaziente con Schiavone. Tuttavia in varie situazioni lo protegge dalle gravi conseguenze che potrebbero essere causate dalle azioni del vicequestore.
- Andrea Costa (stagione 1-in corso), interpretato da Massimo Olcese.
Il questore di Aosta, pure lui sempre molto scettico e duro con Schiavone.
- Marina (stagione 1-in corso), interpretata da Isabella Ragonese (st. 1-4) e da Miriam Dalmazio (st. 5-in corso).
La defunta moglie di Schiavone rimasta uccisa anni addietro in un agguato al vicequestore a Roma. Gli compare spesso in sogno o sotto forma di allucinazione.
- Nora Tardioli (stagione 1), interpretata da Francesca Cavallin.
 Donna valdostana, titolare di un atelier di abiti da sposa, che intrattiene una breve relazione con Schiavone.
- Anna Cherubini (stagione 1), interpretata da Marina Cappellini.
Pittrice e migliore amica di Nora, comincia una relazione con Schiavone dopo che questi ha lasciato l'amica, ma ben presto Rocco chiude anche con lei.
- Enzo Baiocchi (stagioni 1-3, 5), interpretato da Adamo Dionisi.
Fuggiasco che, quando evade dal carcere, vuole vendicare la morte del fratello, ucciso da Schiavone. Una volta arrestato inizia a collaborare con la giustizia e al PM Baldi racconta che Schiavone ha ucciso suo fratello e ne ha nascosto il cadavere a Fiumicino.
- Michela Gambino (stagione 2-in corso), interpretata da Lorenza Indovina.
Siciliana, è commissario della scientifica. È una donna esuberante ed eccentrica, nonché una delle poche persone in grado di conquistare la simpatia di Schiavone. Inizialmente litiga molto spesso con Fumagalli, ma successivamente le cose cambieranno: diventeranno amici e in seguito intrecceranno una relazione amorosa.
- Gabriele (stagione 2-in corso), interpretato da Carlo Ponti.
Ragazzino quindicenne che vive nell'appartamento sopra quello di Rocco ed è spesso solo perché la madre lavora; il poliziotto si prenderà cura di lui tenendolo sotto la sua ala.
- Sandra Buccellato (stagione 3-in corso), interpretata da Valeria Solarino.
Giornalista ed ex moglie del questore Costa, si avvicinerà molto a Rocco con il quale avrà une relazione tribolata.
- Cecilia Porta (stagioni 3-5), interpretata da Anna Bellato.
Vicina di casa di Schiavone e madre di Gabriele, molto spesso assente per lavoro. Al ritorno in città si inserisce nella quotidianità del figlio e quindi anche in quella di Schiavone. La donna ha il vizio del gioco e, dopo essere stata sfrattata, viene ospitata con il figlio da Schiavone.

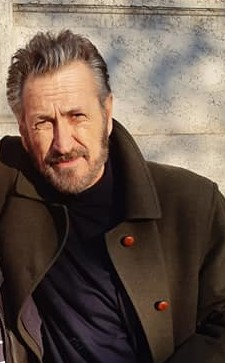
Marco Giallini interpreta Rocco Schiavone
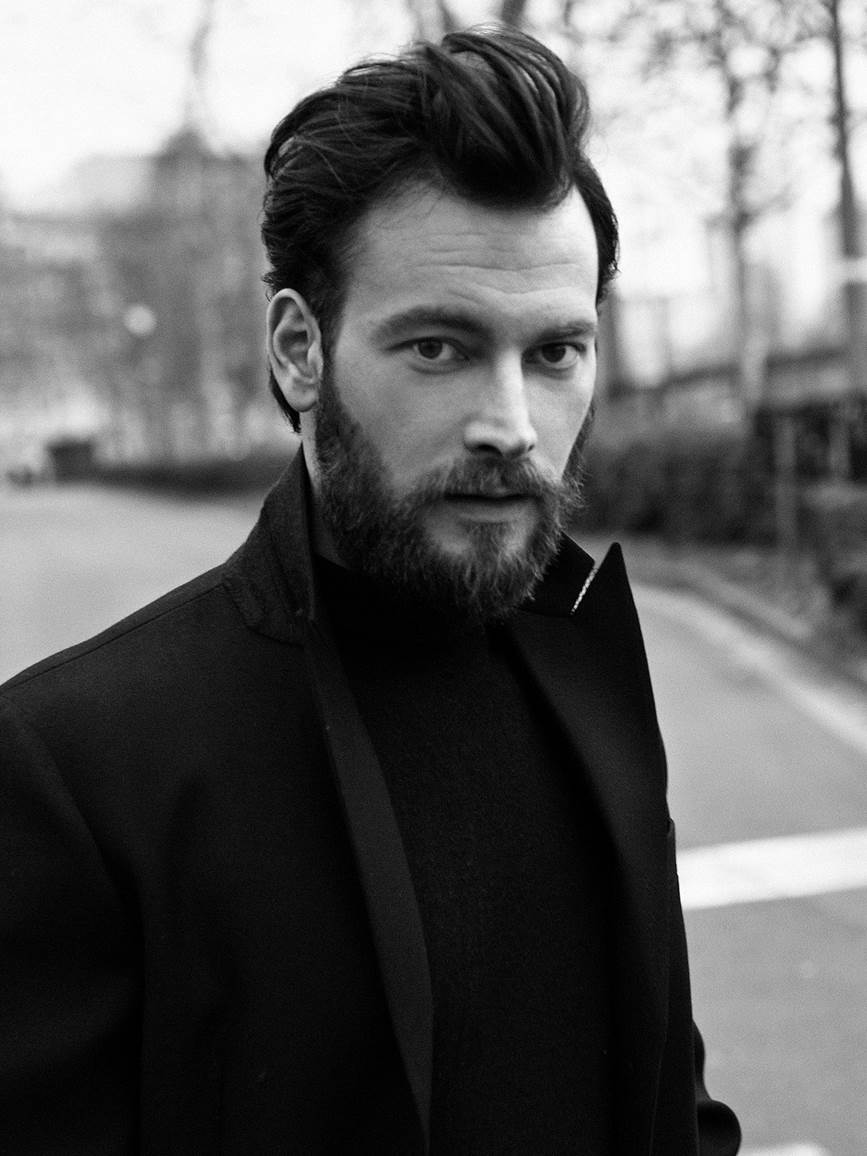
Ernesto D'Argenio interpreta Italo Pierron
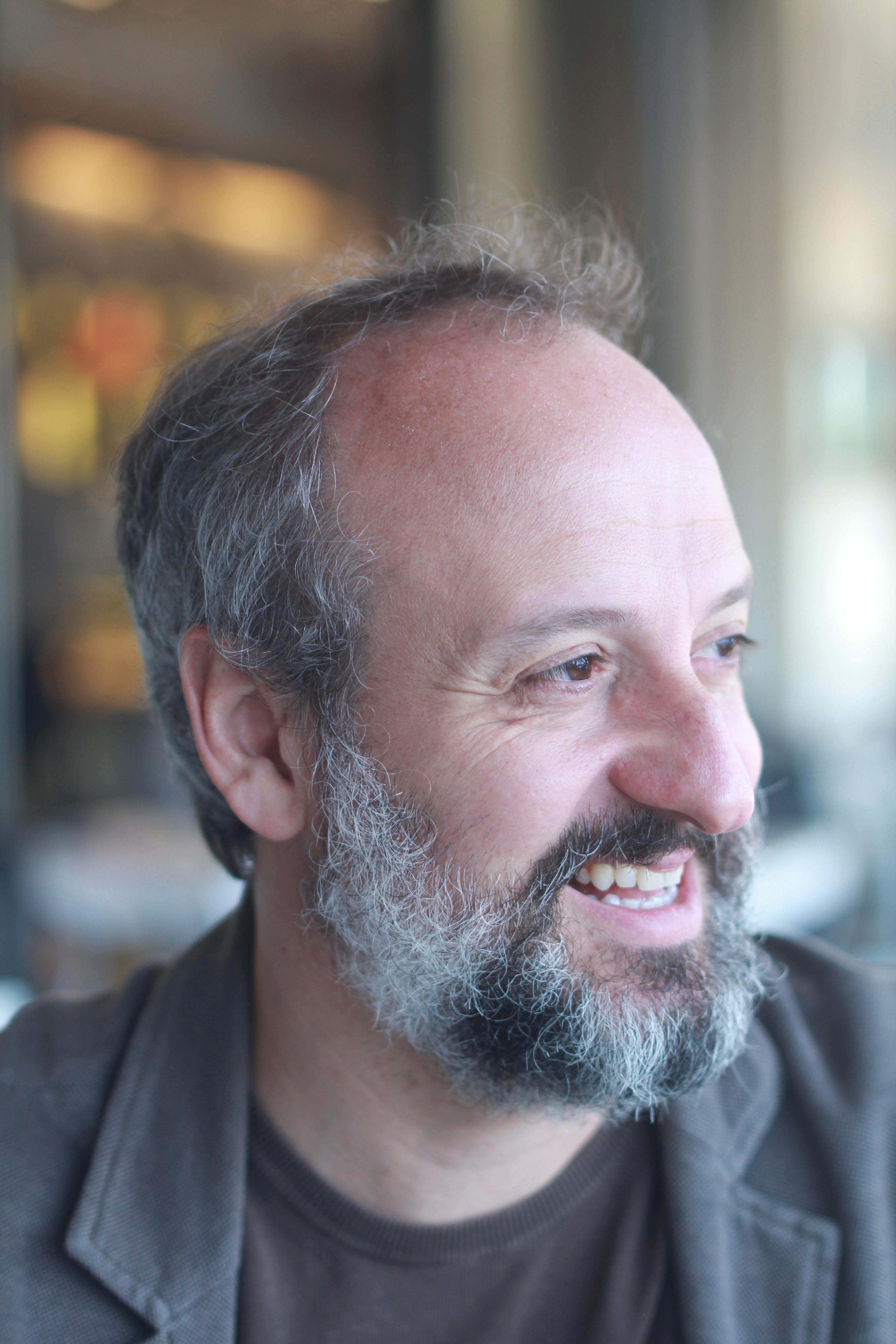
Christian Ginepro interpreta Domenico D'Intino
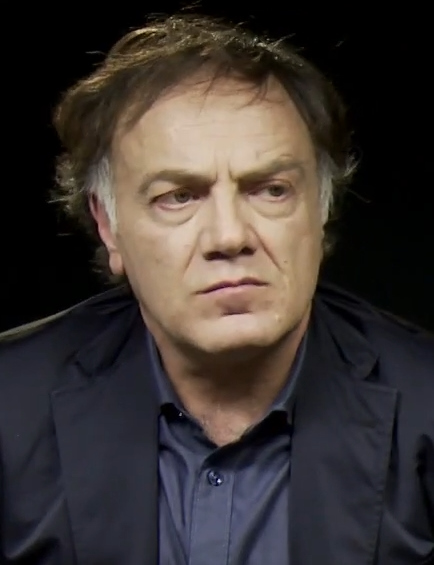
Francesco Acquaroli interpreta Sebastiano Carucci
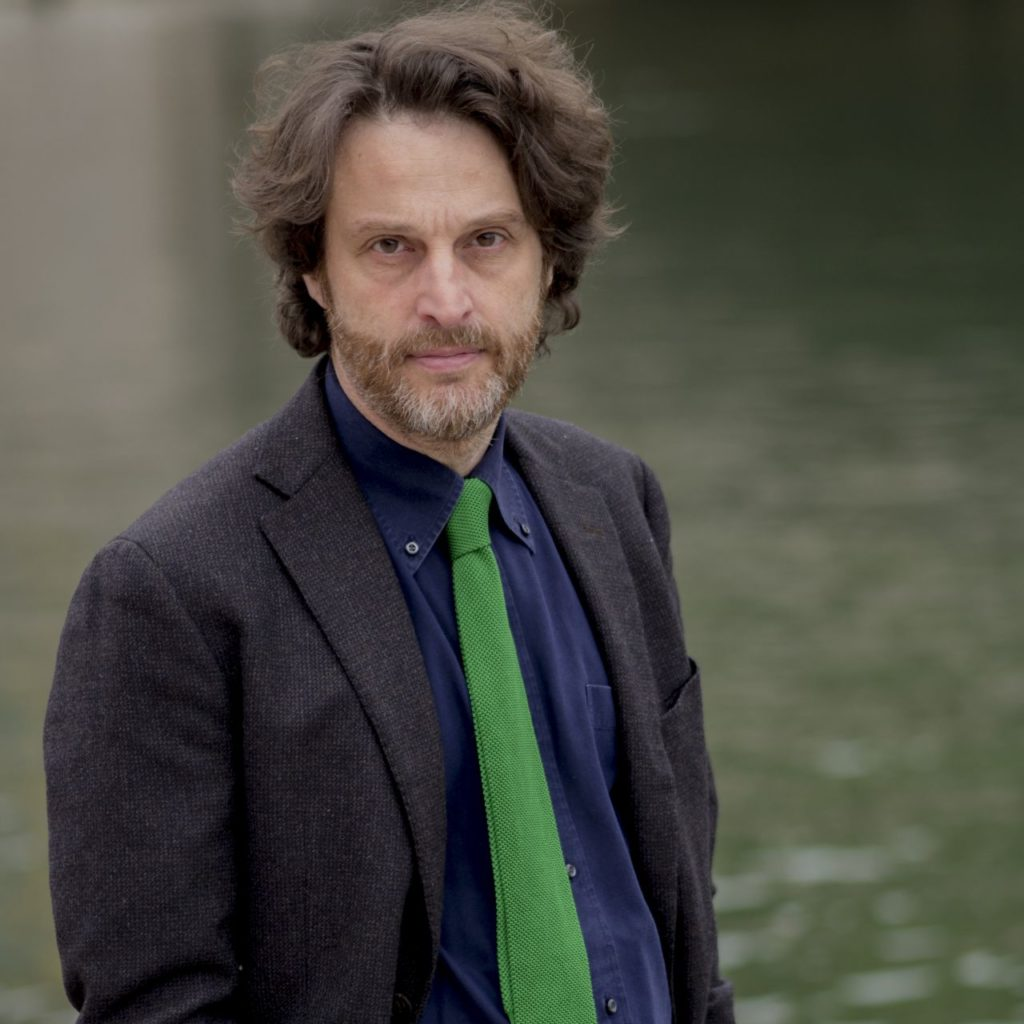
Massimo Reale interpreta Alberto Fumagalli
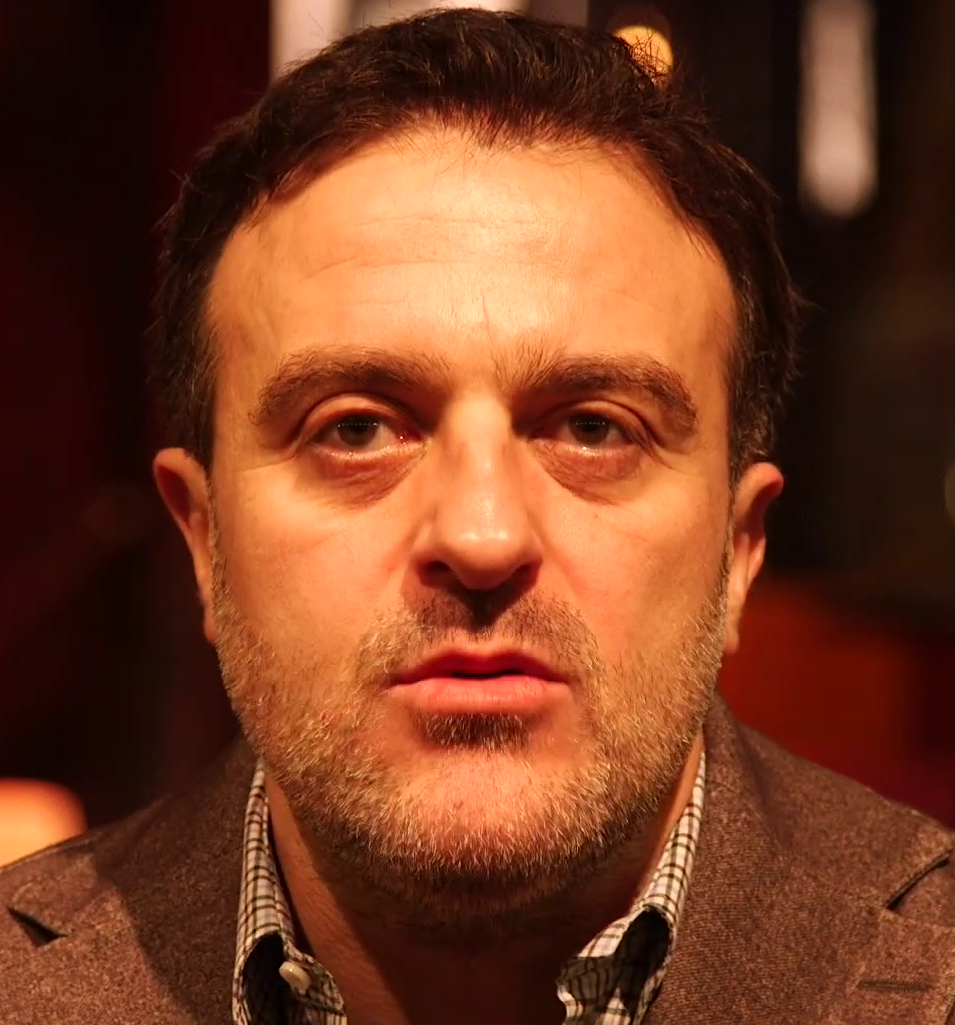
Filippo Dini interpreta Maurizio Baldi
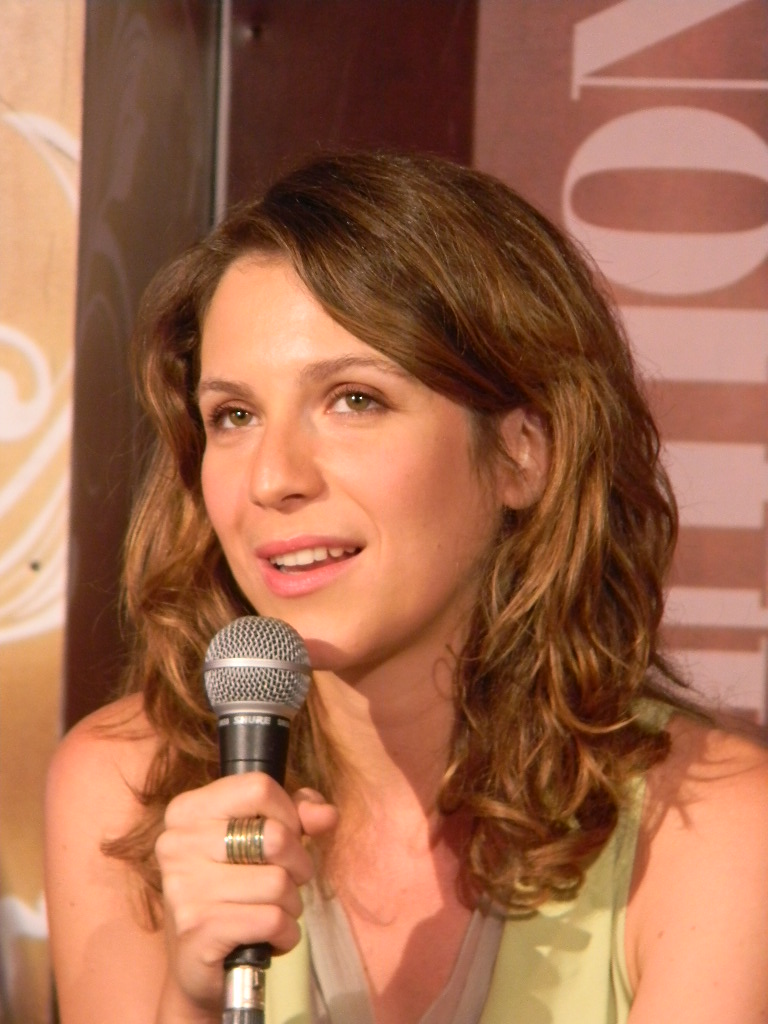
Isabella Ragonese interpreta Marina (st. 1-4)
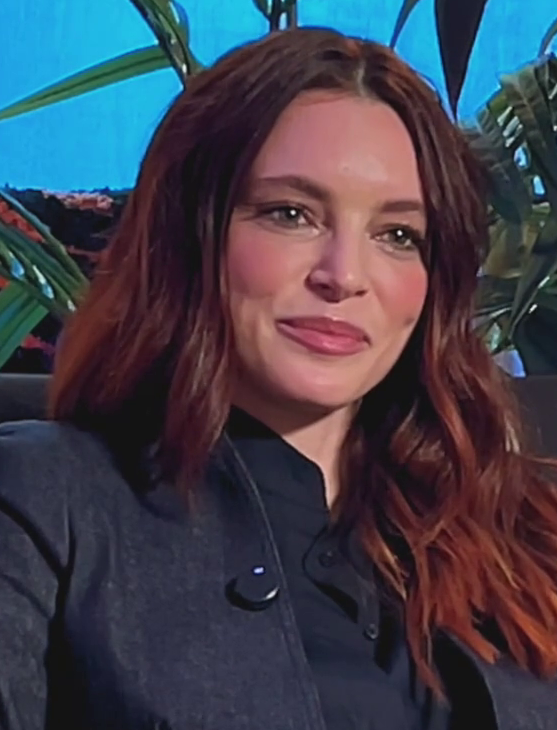
Miriam Dalmazio  interpreta Marina (st. 5+)
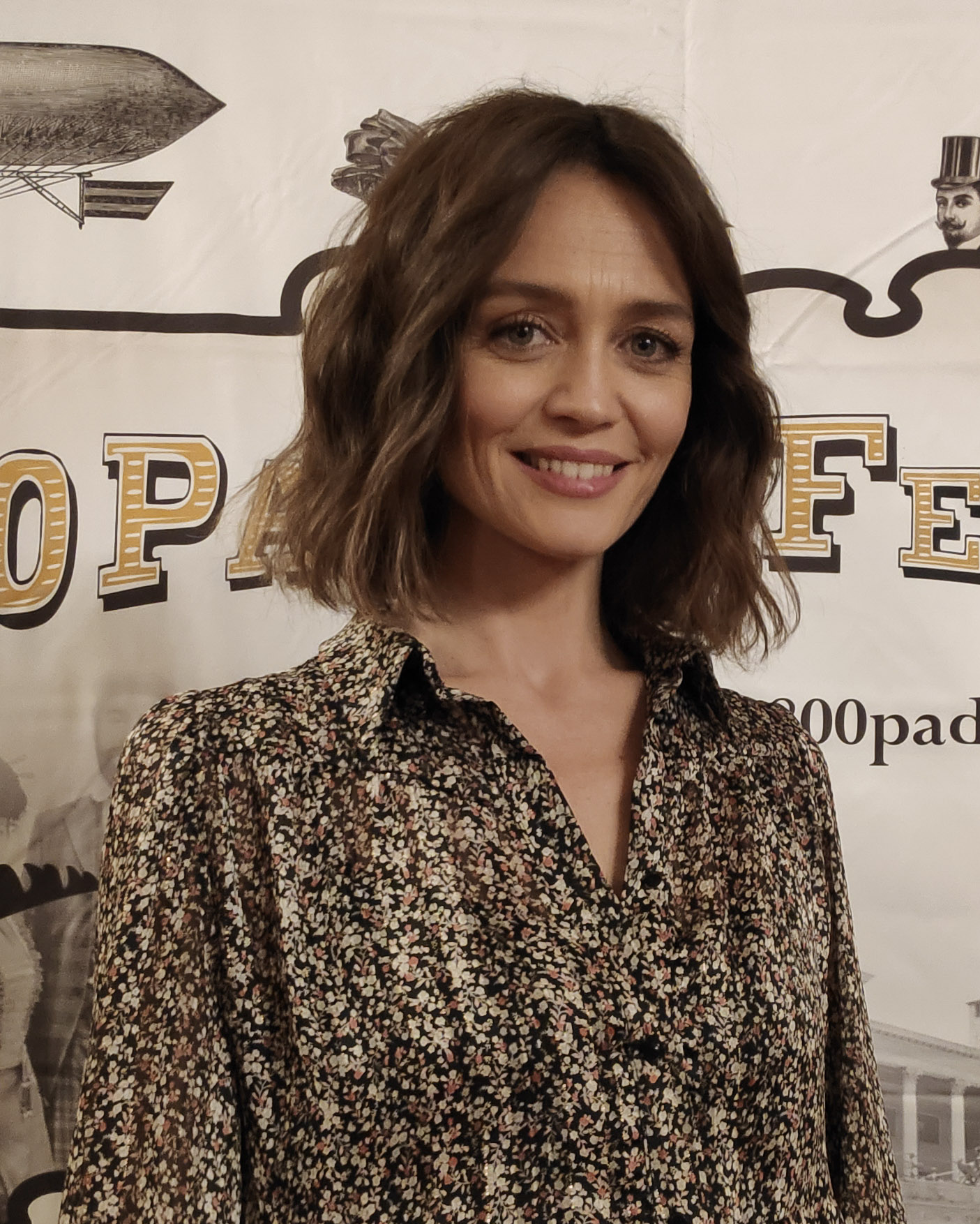
Francesca Cavallin interpreta Nora Tardioli
Lorenza Indovina interpreta Michela Gambino
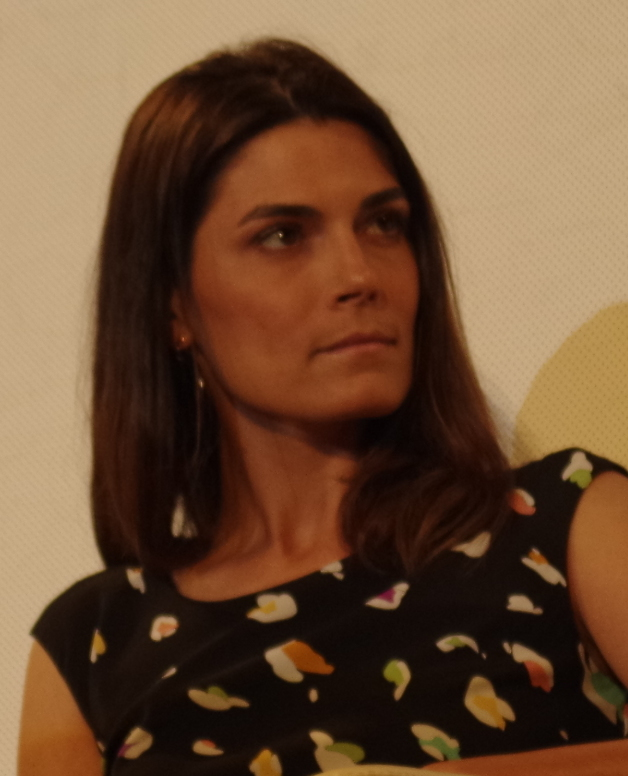
Valeria Solarino interpreta Sandra Buccellato

## Produzione

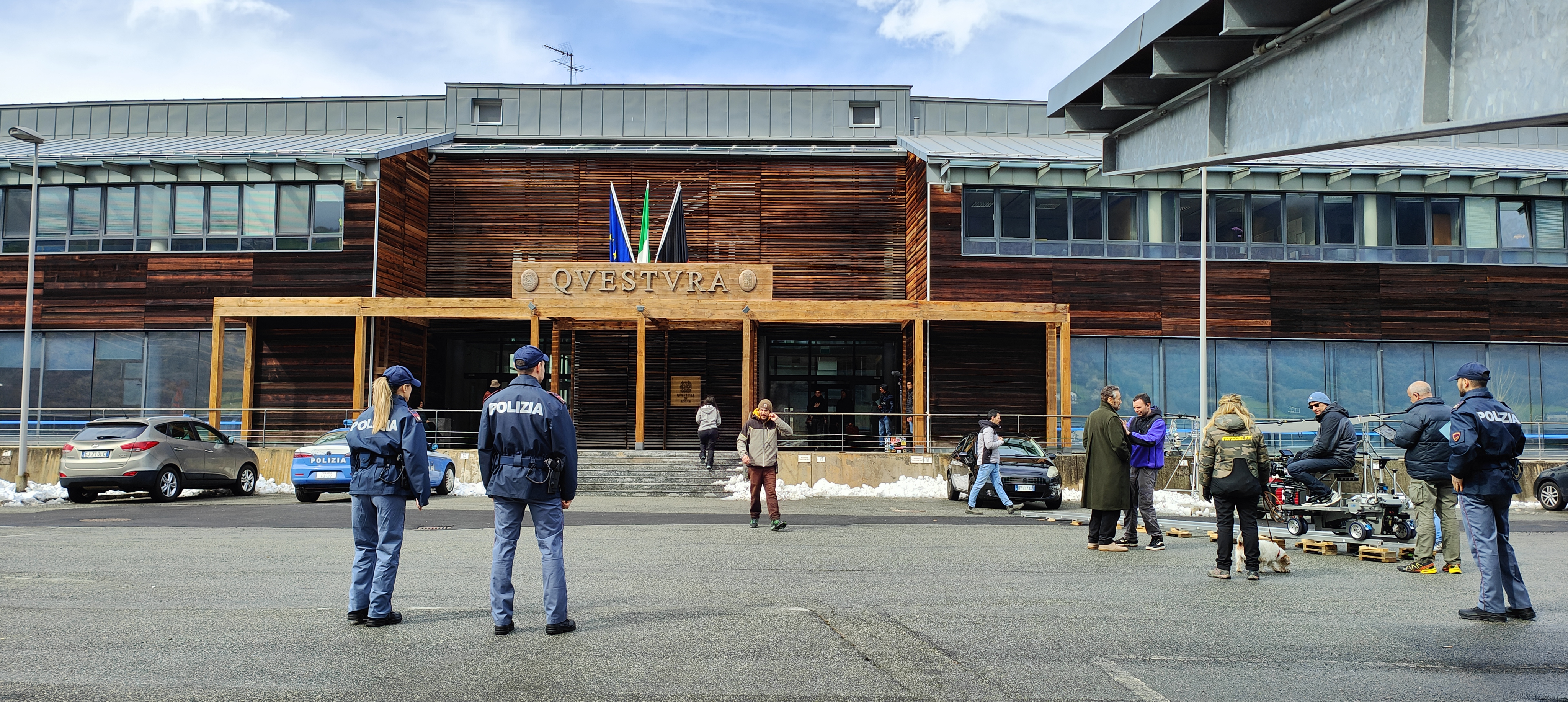
La fittizia location della questura di Aosta, in realtà sita in via Vittime del lavoro Col du Mont, qui nel marzo 2024 durante le riprese della sesta stagione della serie; sulla destra, il protagonista Marco Giallini.

Grazie ai positivi riscontri della prima stagione, diretta da Michele Soavi, che ha registrato una media di 3,3 milioni di telespettatori a episodio e uno share di oltre il 13%, la serie è stata rinnovata per una seconda stagione, in produzione dall'estate 2017. Le riprese di questa stagione, diretta da Giulio Manfredonia, sono iniziate alla fine di ottobre 2017 e si sono protratte per tutto il mese di novembre, mantenendo la location di Aosta e dintorni, dove sono state girate la quasi totalità delle scene in esterni; le riprese si sono poi concluse nel successivo dicembre.
Nel novembre 2018 il creatore del personaggio, Antonio Manzini, conferma la produzione di una terza stagione, le cui riprese hanno avuto inizio nel marzo 2019; nell'occasione era stato inizialmente annunciato il passaggio della serie da Rai 2 a Rai 1, salvo poi fare dietrofront. Tale stagione è andata in onda nell'ottobre 2019, per la regia di Simone Spada.
Nello stesso mese viene annunciata la produzione di una quarta stagione, le cui riprese, che subiscono un ritardo di quattro mesi a causa del lockdown imposto dalla sopraggiunta pandemia di COVID-19, si svolgono tra luglio e settembre del 2020.
Nel febbraio 2022 prendono il via le riprese della quinta stagione, composta da quattro episodi e sempre per la regia di Spada, in onda dal 5 aprile 2023; nell'occasione, per la seconda volta era stato annunciato il passaggio della serie su Rai 1, anche stavolta non concretizzatosi nei mesi seguenti. In questa stagione avviene un recasting per il ruolo di Marina, che passa da Isabella Ragonese a Miriam Dalmazio.
La serie viene ulteriormente confermata per una sesta stagione, le cui riprese sono iniziate nel marzo 2024 ad Aosta per poi spostarsi in Piemonte (Ivrea e nei dintorni di Torino), a Roma e infine a Buenos Aires. Anche in questa stagione avviene un recasting, stavolta per il ruolo di Pierron, che passa da Ernesto D'Argenio a Paolo Bernardini.. Questa stagione andrà in onda sempre su Rai 2 dal 19 febbraio 2025.

## Distribuzione
La serie è stata acquistata, tra gli altri, in Nordamerica dov'è trasmessa con il titolo Rocco Schiavone: Ice Cold Murders.

## Riconoscimenti
- Italian Global Series Festival
  - 2016 – Migliore sceneggiatura di una fiction italiana a Antonio Manzini e Maurizio Careddu[21]
  - 2025 – Candidatura alla miglior regia in una serie drama a Simone Spada[22]
  - 2025 – Candidatura alla miglior attore protagonista in una serie drama a Marco Giallini